# Francesco Salamone (condottiero)
Francesco Salamone (Sutera, 1478 – Parma, 1569) è stato un condottiero e mercenario italiano.

## Biografia
Allontanatosi in giovane età dal paese natale per sfuggire alle conseguenze dell'uccisione in duello di un coetaneo, divenne soldato di ventura e guadagnò la notorietà per avere partecipato vittoriosamente nel 1503 alla famosa Disfida di Barletta. Dopo la vittoria sui cavalieri francesi a Barletta tornò al suo paese natio, dove visse per qualche tempo, acclamato dai compaesani ma senza denari e col solo sostentamento dovuto ad uno zio materno.
Ripreso quindi il mestiere di soldato di ventura lo si ritrova nel 1509 al soldo di Giovanni (Juan) di Guevara Conte di Potenza. Viene data per certa la sua partecipazione alla Battaglia di Ravenna del 1512, dove alcune note storiche lo vorrebbero schierato dalla parte dei francesi.
Nel 1521 partecipa all'assedio di Parma a capo delle coorti pontificie, dove per i meriti acquisiti in battaglia viene insignito della cittadinanza onoraria dall'allora governatore della città, Francesco Guicciardini.
In seguito è nota la sua militanza al servizio degli Sforza e la sua presenza sui campi di battaglia di Milano, Novara e Cremona dove ugualmente si distinse.
Sulla scorta di lettere di raccomandazione del governo di Parma, nel 1541 fu ricevuto benevolmente da Papa Paolo III, mentre in età avanzata lo si ritrova, nel 1552 presso i Farnese, dedito all'insegnamento di "pratica e disegno delle fortificazioni" al rampollo Alessandro Farnese figlio di Ottavio, duca della stessa città di Parma.
Fu anche noto come gran seduttore e buontempone, che tra l'altro gli fece conoscere le prigioni romane per alcuni sonetti irriverenti all'indirizzo del Papa. Tra i cavalieri italiani che parteciparono alla Disfida di Barletta fu senza dubbio il più longevo. Infatti si ritirò dalla vita militare ancora in salute e finì i suoi giorni in vecchiaia avanzata, a Parma, nell'agiatezza dovuta ai denari ricavati (a detta del biografo comasco Paolo Giovio un gruzzolo di 27.000 scudi d'oro).
Lo ricordano una lapide nel tempio di S.Maria della Minerva di Roma e una stele posta nel 1903 nella sua città natale di Sutera recante la seguente epigrafe: